# Paphiopedilum victoria-mariae
Paphiopedilum victoria-mariae là một loài lan thuộc Chi Lan hài, Họ Lan. Đây là loài thực vật đặc hữu phía tây Sumatra (Bukittinggi), Indonesia.